# Charakterystyka Bodego
Charakterystyka Bodego, charakterystyka częstotliwościowa logarytmiczna – w teorii sterowania jedna z najważniejszych charakterystyk częstotliwościowych układu regulacji (lub jego członu, elementu). Wyznacza się ją dla układu opisanego transmitancją widmową.
Charakterystyka ta obrazuje logarytmiczną zależność amplitudy i fazy od częstotliwości. Składa się z dwóch wykresów:
1. charakterystyki amplitudowej,
2. charakterystyki fazowej.

Osie {\displaystyle \omega } i {\displaystyle A(\omega )} skaluje się logarytmicznie, wprowadzając tzw. moduł logarytmiczny {\displaystyle Lm(\omega )=20\,\lg A(\omega ),} którego jednostką jest decybel (dB), wzmocnieniu 10-krotnemu odpowiada 20 dB, wzmocnieniu jednostkowemu 0 dB. Dla charakterystyki fazowej oś {\displaystyle \omega } skaluje się logarytmicznie, oś {\displaystyle \phi (\omega )} pozostaje liniowa. Sposób przedstawienia w postaci częstotliwościowych charakterystyk logarytmicznych, czyli w postaci wykresów Bodego, stosuje się bardzo często – charakterystyki {\displaystyle A(\omega )} i {\displaystyle \phi (\omega )} w skali liniowej są stosowane raczej rzadko.
Nazwa charakterystyka Bodego pochodzi od nazwiska amerykańskiego naukowca holenderskiego pochodzenia – Henrika Wade’a Bodego.

## Charakterystyki Bodego podstawowych elementów
W poniższej tabeli górny wykres przedstawia logarytmiczną charakterystykę amplitudową, a dolny logarytmiczną charakterystykę fazową. Amplitudę wyrażono w decybelach, fazę w stopniach, a częstość {\displaystyle \omega } w radianach na sekundę. Częstość jest liniowo zależna od częstotliwości: {\displaystyle \omega =2\pi f.}
| Nr | Nazwa                              | Transmitancja operatorowa                           | Charakterystyka Bodego | Uwagi                                             |
| -- | ---------------------------------- | --------------------------------------------------- | ---------------------- | ------------------------------------------------- |
| 1  | Element proporcjonalny             | {\displaystyle K}                                   |                        | {\displaystyle K=100}                             |
| 2  | Element całkujący                  | {\displaystyle {\frac {1}{s}}}                      |                        |                                                   |
| 3  | Element różniczkujący              | {\displaystyle s}                                   |                        |                                                   |
| 4  | Element inercyjny pierwszego rzędu | {\displaystyle {\frac {1}{Ts+1}}}                   |                        | {\displaystyle T=0,01}                            |
| 5  | Element oscylacyjny                | {\displaystyle {\frac {1}{T^{2}s^{2}+2\xi \,Ts+1}}} |                        | {\displaystyle T=0,01} {\displaystyle \xi \ =0,1} |
| 6  | Element opóźniający                | {\displaystyle e^{-sT}}                             |                        | {\displaystyle T=0,0001}                          |